# Anna Cornelia Holt
Anna Cornelia Holt (gedoopt Zwolle, 30 april 1671 – aldaar, voor 1706) was een schilderes in de Gouden Eeuw.

## Leven en werk
Holt was een dochter van Herman Holt (1643–1672), gemeensman in Zwolle, en dienst nicht Armarenta Holt. Ze bleef zelf, voor zover bekend, ongehuwd.
Holt kreeg vier jaar lang schilderles van de uit Dordrecht afkomstige schilder Wilhelmus Beurs, samen met haar tante Sophia Holt en haar nichten Cornelia van Marle en Aleida Greve. Ze was de jongste van de groep. Beurs schreef De groote waereld in 't kleen geschildert (1692), een studieboek over schilderkunst dat hij aan de dames opdroeg. 
Van Holt is één groot doek bewaard gebleven, dat zij schilderde op 15-jarige leeftijd. Het schilderij toont een jonge vrouw met vruchtenstilleven in een landschap. Het werk hangt in het Vrouwenhuis in Zwolle en is vermoedelijk een zelfportret.